# Mahmoud Abdelkader
Mahmoud Abdelkader (* 9. März 1999) ist ein ägyptischer Fußballspieler, der beim Pyramids FC unter Vertrag steht.

## Karriere
Abdelkader unterschrieb im Juli 2019 einen Profivertrag beim Pyramids FC, nachdem er am 30. Mai 2019 sein Debüt in der Egyptian Premier League beim 1:1-Auswärtsspiel gegen den Haras El-Hodood SC für die erste Mannschaft gemacht hatte.